# 안테 레비치
안테 레비치(크로아티아어: Ante Rebić, 1993년 9월 21일, 스플리트 ~ )는 베식타시에서 뛰는 크로아티아의 축구 선수이다. 그는 주로 중앙 공격수이지만 프런트라인 건너편에서도 뛰며 자주 왼쪽 윙어로 훈련되고 있다. 크로아티아 축구 국가대표팀 일원이기도 하였다.

## 클럽 경력

### 유소년팀
레비치는 이모트스키로 이적하기전 그가 두 시즌을 보낸 비야니에서 축구 생활을 시작하였다. 2010년 이탈리아에서 열린 토너먼트경기에서 좋은 모습을 보인 그는 다르코 부토로비치에 의해 RNK 스플리트로 오게된다.

### RNK 스플리트
레비치는 2010-2011 시즌 프르바 HNL 마지막 라운드가 열린 2011년 5월 21일 디나모 자그레브를 상대로 후반에 교체선수로 출전하며 첫 1군 데뷔전을 치렀다. 그 경기는 레비치가 동점골을 넣으며 1-1 무승부로 끝난다. 2011년 8월에, RNK 스플리트와 3년 프로 계약을 맺었다. 2011-12 시즌, 레비치는 벤치에서 시작한 4경기를 포함하여 리그 20경기에 출전하여 5골을 넣었다. 2012-13 시즌 레비치는 29경기에 출전하여 10골을 넣었다. 국가대표팀과 소속팀에서 비상한 활약을 펼친 레비치는 미디어와 축구계에서 많은 반응을 끌어들였고, 결과적으로 피오렌티나, 토트넘 그리고 스완지등이 포함된 다수의 클럽들이 흥미를 느꼈다.

### 피오렌티나
2013년 8월 28일, 레비치는 비공개 이적료로 이탈리아 클럽 피오렌티나와 5년 계약을 맺었다. 메디컬 테스트가 끝나고, 레비치는 등번호 9번을 배정받았다. 그는 2013년 9월 말에 파르마와의 무승부로 끝난 홈경기에서 부상으로 부상으로 교체를 한 주세페 로시의 교체선수로서 36분을 뛰며 피오렌티나 데뷔전을 치렀다. 그는 데뷔경기에서 그의 한결같던 부상으로 인해 3주간을 결장하였다. 레비치는 2014년 코파 이탈리아에서 키에보를 상대로 데뷔골을 넣기전까지 세 경기를 더 출전하였다. 5월 18일, 레비치는 2-2로 무승부를 거둔 토리노전에서 그의 세리에 A 첫 골을 넣었다.

### RB 라이프치히
2014년 8월 3일, 레비치는 한 시즌 간의 장기 임대를 통해 RB 라이프치히에 입단했다.

## 국가대표팀 경력
2013년 7월 31일 리히텐슈타인을 상대로 경기에서 레비치가 국가대표팀 선발 후보자 명단에 포함되었음이 알려졌다. 2013년 8월 14일, 레비치는 경기 63분에 경기장에 투입되며 크로아티아 축구 국가대표팀 데뷔전을 치렀다. 그가 투입된지 3분쯤이 지난 67분에 레비치는 국가대표팀 첫 골을 넣었다. 크로아티아 대표팀의 감독 이고르 슈티마츠는 레비치를 극찬하였다. 과거 그의 크로아티아 U21 대표팀 감독이였던 니코 코바치 (Niko Kovač)가 새로운 대표팀 감독으로 부임하고 나서도, 레비치는 2013년 11월에 열린 아이슬란드와의 2014년 월드컵 플레이오프 경기에 소집되었다. 그는 레이캬비크와 자그레브에서 열린 두 경기 모두 후반에 교체출전하였고 합계 2-0으로 앞서 2014년 월드컵 본선에 진출하였다.

### 국가대표팀 골
| #  | 날짜            | 경기장                                            | 상대팀       | 득점 | 경기 결과 | 대회               |
| -- | --------------- | ------------------------------------------------- | ------------ | ---- | --------- | ------------------ |
| 1. | 2013년 8월 14일 | 리히텐슈타인 파두츠 라인파르크 슈타디온           | 리히텐슈타인 | 1–2  | 2–3       | 친선전             |
| 2. | 2018년 6월 21일 | 러시아 니즈니노브고로드 니즈니노브고로드 스타디움 | 아르헨티나   | 0–1  | 0–3       | 2018년 FIFA 월드컵 |